# Bartholomaeus Brixiensis
Bartholomaeus Brixiensis (* um 1200 in Brescia; † 1258 ebenda) war ein italienischer Kirchenrechtler.

## Leben
Bartholomaeus studierte in Bologna bei Hugolinus de Presbyteriis römisches Recht und bei Tancredus kanonisches Recht. 1258 soll er in hohem Alter bei der Eroberung Brescias durch Ezzelino III. da Romano ermordet worden sein. Sein recht umfangreiches Werk besteht zumeist aus Überarbeitungen; insbesondere besteht seine Glosse zum Decretum Gratiani in einer Überarbeitung derjenigen des Johannes Teutonicus Zemeke.

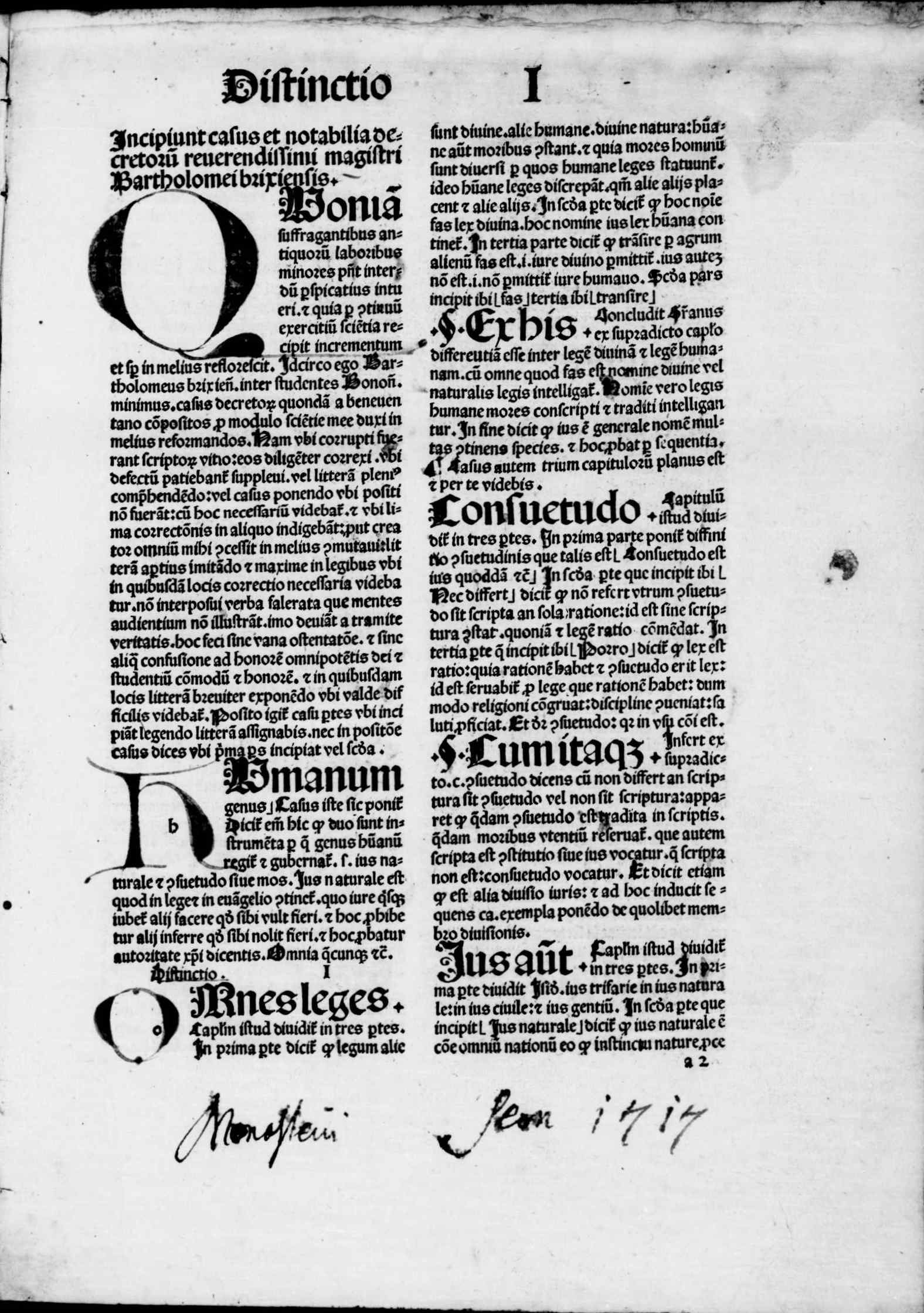
Casus decretorum, 1489

## Werke
- Brocarda
- Casus decretorum
- Historiae super libro Decretorum
- Ordo iudiciarius
- Quaestiones dominicales vel veneriales (1236–1241)
- Glossa ordinaria zum Decretum Gratiani (1238/1240–1245)